# Битва під Іґане
Би́тва під Іґа́не (пол. Bitwa pod Iganiami) (10 квітня 1831 року) — битва неподалік села Іґане між польською армією та російськими військами під час Польського повстання 1831 року. Російські втрати у битві перевищили 3 тисячі осіб (1 тисяча — вбиті і поранені, ще 2 тисячі — полонені; за іншими даними — 4 тисячі полонених). Втрати поляків — близько 500 вбитими та пораненими.

## Передумови
Після успіху, здобутого під Дембе-Вельке, польське командування вирішило ще раз вдарити по 6-му російському корпусу генерал-адмірала барона Григорія Розена, а за умови вдалого удару — зайняти Седльці, просунутися до Бресту і відрізати фельдмаршала графа Івана Дибича від гвардії і повідомлень з півночі.
Напад вирішили провести одночасно з 3-х сторін: з фронту, від села Бойме, атаку мав вести Ян Скринецький; зліва, через річку Суха, — Томаш Лубенський (1-а кавалерійська дивізія, 1-й піхотний полк); праворуч — Ігнацій Проджинський, начальник штабу армії. Йому, як упоряднику плану битви, доручили головну роль. І для нього сформували особливий загін з добірних частин: 12-ти батальйонів піхотних бригад Людвіка Богуславського і Джероламо Раморіно, 6-ти ескадронів Людвіка Кіцького і 16-ти гармат Юзефа Бема, всього — до 12 тисяч осіб. Загальна чисельність військ, які призначалися для нападу на корпус Розена, — 24 тисячі осіб.
Рух поляків почався 9 квітня. Того ж дня, коли і фланговий марш росіян.
Розен, за наказом Дибича, залишив біля Сточека генерала Володимира Сіверса, з 2-ма гусарськими полками і 1-м уланським, а сам почав відходити до Седльців (там були чисельні російські шпиталі та армійські склади).
10 квітня, вранці, Проджинський, через Скужець і Волиньце, також попрямував на Седльці. Але Сіверс, координуючись із рухом інших російських колон, на світанку того ж дня підійшов до Доманіце. Проджинський направив усю свою кавалерію, кілька батальйонів піхоти та 4 гармати проти Сіверса, який почав відходити до Седльців. У місті, через відсутність Розена, військами командував генерал-адмірал барон Федір Гейсмар.
На підступах до Седльців, біля села Іґане, зав'язався запеклий бій. Село лежало на підвищеній поляні, оточеній перелісками і чагарниками. Перед західним краєм Іґане — було підвищення з вітряком. А правий берег болотистої Мухавки у бік Седльців — був відкритий і високий. Утримання цієї позиції мало важливе значення для Гейсмара: необхідно було дати час відійти за Мухавку авангарду генерала Карпа Фезі (25-та піхотна дивізія, два єгерських полка 24-ї дивізії, Литовський уланський полк, всього — близько 6 тисяч осіб), якого Розен залишив під час відступу у Яґодні (19 верст від Седльців).

## Положення сторін
Гейсмар розташував свої війська (11 тисяч осіб) таким чином: на правому фланзі, біля мосту на шосе — 4-и єгерських батальйони 7-ї піхотної дивізії і 4 гармати; лівіше, на підвищенному березі, — 28 гармат; ще лівіше, вгору річкою, для охорони бродів через річку і переправи, — три батальйони 24-ї піхотної дивізії; гренадерську бригаду і 6-й ескадрон — у другій лінії; 6-й єгерський полк — у Седльцях.
Після закінчення цих розпоряджень — прибув генерал Розен. А незабаром, на висотах попереду Іґане, з'явилися гусари Сіверса, яких тіснило військо Проджинського. Для підкріплення відступаючої кавалерії — вислали дві гармати. А для забезпечення відступу Фезі (якому ще раніше наказали прискоритися) — 1-й батальйон 14-го єгерського полку (з двома гарматами) зайняв Іґане. Сіверс також мав утримувати наступ Проджинського, для чого розташувався на території від Іґане до пагорба з вітряком.
Тим часом, на шосе за Мухавкою, — безперервним потоком йшла артилерія, обози і окремі підрозіли авангарду. Проджинський, побоюючись, щоб цим шляхом не зник і сам російський авангард — зважився негайно атакувати. При цьому розраховував, висунувши свій правий фланг, відрізати шлях відступу росіянам. Лівий фланг — він залишив позаду, біля пагорба. Піхоту — вишикував в каре. На пагорбі — встановили 4 гармати, а Бем, з 10-ма гарматами, під прикриттям кавалерії Кіцького, висунувся вперед, до Іґане.

## Хід битви

Карта битви під Іґане
креслення з книги 1886 року

Атака почалася о 3-й годині дня. 5-й і 8-й лінійні полки, не зважаючи на сильний фланговий вогонь російської артилерії з правого берега Мухавки, увірвалися в Іґане, зайняли кілька будинків і захопили 2 гармати, загрузлі під час відступу в болоті.
Тим часом, гусари Сіверса відкинули польських уланів і затримали наступ ліво-флангових ворожих каре. Але через те, що головні сили авангарду Фезі ще не прибули — іншим трьом батальйонам 13-го і 14-го єгерських полків наказали рушити через міст і відбити Іґане. Єгерям вдалося витіснити з села 8-й польський полк і відбити дві захоплені ворогом гармати. Не обмежившись лише обороною села, росіяни кинулися переслідувати поляків. Проджинський помітив цю їхню помилку і наказав Кіцькому негайно відступати з правим крилом, заманюючи за собою єгерів. Тим часом, на лівому фланзі Раморіно мав зупинити тільки-но прибулу бригаду Фезі (Мінський та Волинський полки — не більше 1 тисячі осіб), що змінила біля вітряка кавалерію Сіверса, яка почала відходити за річку. Сам Проджинський, на чолі 5-го лінійного полку, помчав через Іґане до греблі. Російські єгеря, побачивши небезпеку, що їм загрожувала, також поспішили до греблі. Але Проджинський їх випередив і зайняв греблю раніше. На цьому місці між супротивниками почався багнетний бій. З великими втратами — але єгеря прорвалися.
Це ж саме намагався зробити і Фезі зі своїми двома полками, але прорватися вдалося лише невеликій кількості солдат, решта — розсіялася або потрапила в полон. Із інших полків авангарду Житомирський і Подільський — встигли перейти міст ще з кавалерією Сіверса, а 47-й і 48-й єгерські і Литовський уланський полки, підійшовши пізніше і помітивши, що гребля в руках ворога, — звернули вліво і переправилися через Мухавку: частина — через міст у Ходуві, частина — в брід.
О 7-й годині вечора — битва скінчилася.

## Після бою

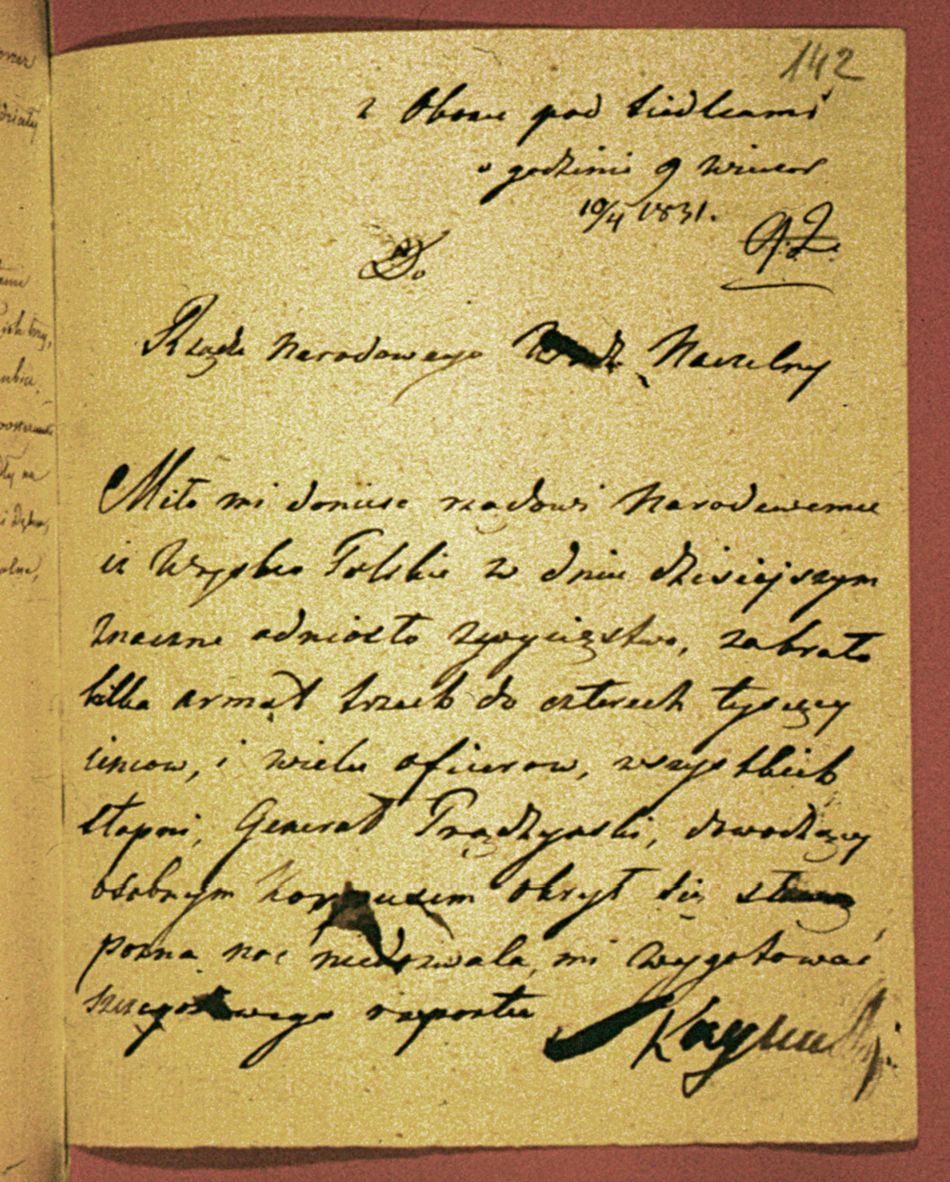
Записка Яна Скринецького до Національний уряд (Листопадове повстання) про перемогу польських військ під Іґане та героїзм Ігнація Проджинського
10 квітня 1831

Після переходу російських військ за Мухавку, Розен розмістив їх просто на березі річки. Артилерія перехресним вогнем захищала міст і греблю. В передню лінію — стали війська авангарду, у другу — кавалерія і єгеря, в резерв — гренадери. Але поляки не планували продовжувати битву: їхні війська стомилися, запаси боєприпасів вичерпувалися, а два резервні загони підійшли тільки пізно ввечері. Спочатку, з боку Сухи, прибув Зиґмунт Стриєнський з кавалерійською бригадою, а потім — і сам Скринецький. Прибувши в загін Лубенського, Скринецький ліг відпочивати і запізнився з підкріпленням. А війська біля річки Суха — взагалі не отримали ніяких наказів.

## Втрати сторін
За даними російських джерел, крім полонених, поляки здобули 1 гармату, у якої зламалась вісь, і 1 прапор (Волинського полку). Російські втрати перевищували 3 тисячі осіб (із 6,5 тисяч, які брали участь у битві). Зокрема, 1 тисяча — це вбиті і поранені, ще 2 тисячі — полонені. Поляки не втратили солдат полоненими. Але постраждали спочатку від вогню російських батарей, а потім — від багнетного бою на греблі.
За даними польських джерел, Проджинський і його армія захопили в полон майже п'ять російських батальйонів чисельністю до 4 тисяч осіб, разом із офіцерами, яких було близько ста, а також штандарти та 8 гармат великого калібру. Шість полків кавалерії — поляки розігнали, багато російських солдат — розсіялися на болотах річки, в яку їх загнали. Там поляки також взяли в полон кілька сотень солдат і захопили коней. Поляки втратили у битві близько 500 солдат вбитими та пораненими. Поранення отримав і генерал Проджинський. Легке.

## Значення

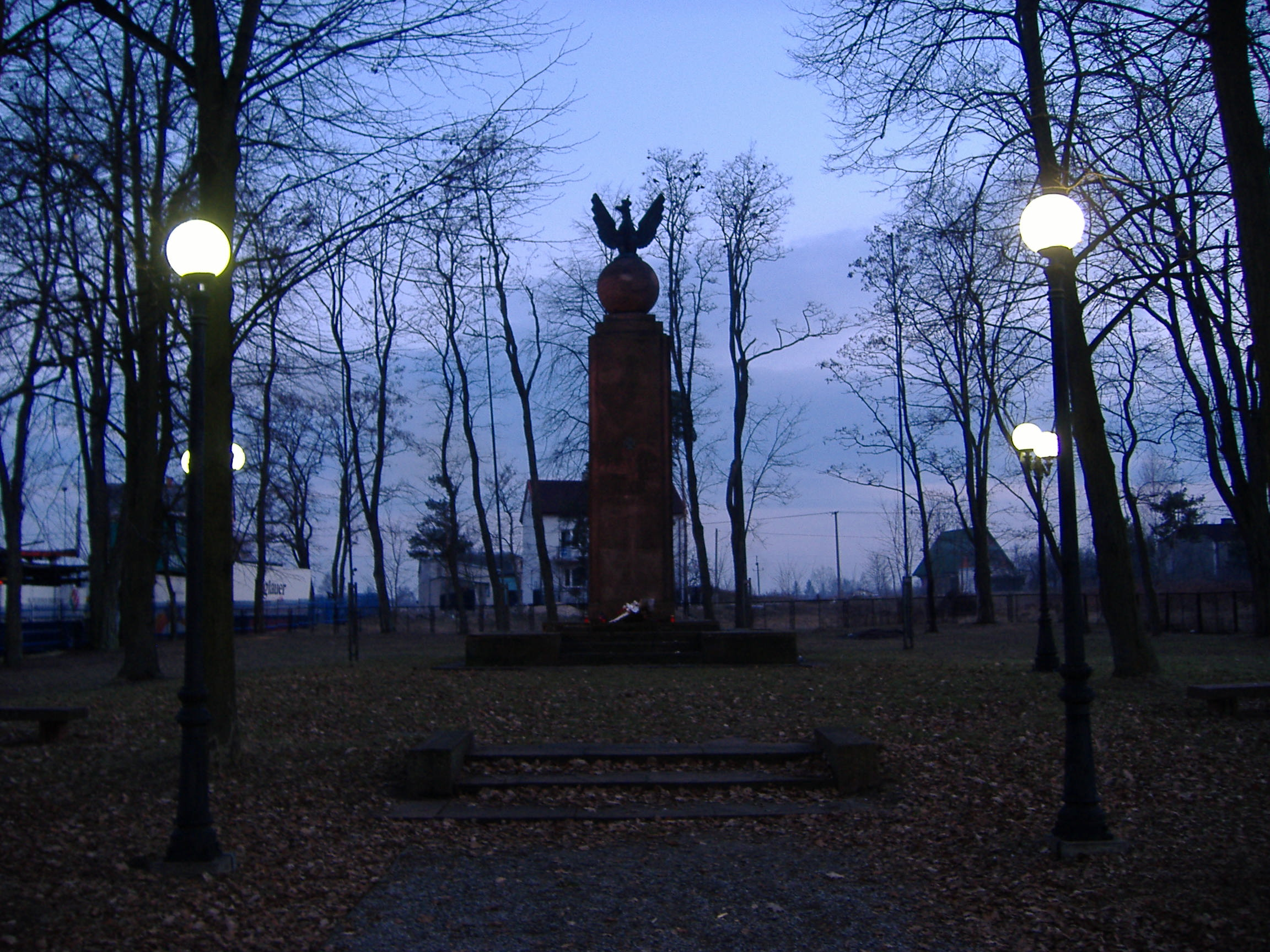
Пам'ятний знак, присвячений битві
село Нове Іґане, 2006

План генерала Проджинського не дав очікуваних результатів. Відрізати авангард 6-го корпусу і захопити Седльці — не вдалося. Росіяни, хоч і зазнали втрат в бою, але авангард Фезі врятувався; Гейсмар, зайнявши позиції за Мухавкою, був готовий зустріти ворога, а наступного дня — вже міг розраховувати на допомогу фельдмаршала Дибича.

## Пам'ять
- У 1931 році у селі Нове Іґане встановили пам'ятний знак, присвячений битві.
- Навчальний комплекс (початкова та середня школа) в селі Нове Іґане названий на честь командира битви — генерала Ігнація Проджинського.
- У 1936—1943 роках у Львові в місцевості Новий Світ була вулиця Іганська, названа так на згадку про цю битву (нинішня вулиця Нагірних)[8].